# Change the Beat
"Change the Beat" é uma canção escrita e gravada por Fab 5 Freddy, e uma das canções mais sampleadas na história da música. Foi gravada no estúdio de Martin Bisi, o OAO Studio no Brooklyn, Nova Iorque, (posteriormente BC Studio) e lançada como single pela gravadora  Celluloid em 1982. Esta versão e todas as subsequentes prensagens do single contém duas versões da canção, uma do lado A e uma do lado B. A duração oficial das faixas varia dependendo da prensagem, com algumas destas errando completamente as durações. A versão do lado A tem 7:40 minutos de duração e apresenta Fab Five Freddy fazendo o rap em inglês e francês. Fab também canta o refrão da canção utilizando um  vocoder com um ruído branco de fundo para obter um efeito robótico. A versão da canção no lado B é consideravelmente mais curta que a do lado A, durando 3:42 minutos. Além do refrão, que, como o lado A, foi cantado por Fab Five Freddy através do vocoder, os vocais principais são executados pela  rapper Beside e são totalmente em francês, fazendo deste single um dos primeiros multilínguas do hip-hop. Beside foi creditada como 'Fab 5 Betty' nas primeiras prensagens do vinil.
No fim da versão do lado B, aparece a frase "Ahhhhh, this stuff is really fresh", falada por um vocoder. A primeira e última palavras são duas das mais sampleadas para uso na técnica do scratch. Estes samples foram usados em mais de 2150 canções, o primeiro dos quais foi o single de 1983 de Herbie Hancock, "Rockit", que contém scratches do DJ e turntablist pioneiro Grandmixer DXT (na época conhecido como GrandMixer D.ST).
Embora a maioria das pessoas familiarizadas com a gravação acredite que o sample venha da voz processada de Fab Five Freddy, esse relato é contestado pelo produtor Bill Laswell, um dos músicos creditados no disco. Laswell afirma que foi seu gerente Roger Trilling quem gravou a frase durante as primeiros sessões de gravação para outro projeto. De acordo com Laswell e o próprio Trilling, Trilling estava imitando um executivo da gravadora que supostamente teria exclamado "this stuff is really fresh!" (isso é realmente da hora!) sempre que ouvia uma música que ele gostava..